# Kozioróg długorogi
Kozioróg długorogi (Cerambyx welensii) – gatunek chrząszcza z rodziny kózkowatych i podrodziny kózkowych (Cerambycinae).

## Taksonomia
Gatunek ten został po raz pierwszy opisany w 1846 roku przez Gasparda Brullé jako Cerambyx velutinus i pod taką nazwą figurował w niektórych źródłach jeszcze w 1995 roku. Nazwa Cerambyx velutinus została jednak użyta wcześniej, w 1775 roku przez Fabriciusa do opisu innego gatunku, w związku z czym w 1991 roku Gianfranco Sama wyznaczył dla niego nową nazwę: Cerambyx welensii, która została wprowadzona, jako Hammaticherus welensii, przez Heinricha Carla Küstera w 1846 roku.
Niektórzy autorzy wyróżniają dwa jego podgatunki: Cerambyx welensii welensii i ograniczony w swym zasięgu do Syrii C. w. centurio Czwallina, 1891, podczas gdy inni traktują drugi jako synonim.

## Morfologia
Chrząszcz o smukłym ciele długości od 23 do 58 mm. Ubarwienie ma ciemnobrunatne z miejscami kasztanowobrązowo rozjaśnionymi pokrywami. Czułki jego mają pierwszy człon mniej lub bardziej drobno i rozlegle punktowany oraz dość błyszczący. Długość czułków jest bardzo duża, a u samców cztery nasadowe człony są pogrubione. Przedplecze ma mocno pomarszczoną powierzchnię i stosunkowo tępe wyrostki na krawędziach bocznych. Tarczka jest grubo, gęsto i nieregularnie pomarszczona. Pokrywy mają wierzchołki w widoku bocznym łagodniejsze niż u kozioroga dębosza. Stopy tylnych odnóży o tylko pierwszym członie od dołu pomarszczonym.

## Ekologia i występowanie
Owad ten zasiedla dąbrowy, nasłonecznione polany z udziałem dębów oraz dębowe nasadzenia przydrożne. Preferuje tereny podgórskie. Osobniki dorosłe spotyka się w czerwcu, lipcu i sierpniu. Wykazują aktywność głównie zmierzchową i nocną. Żerują na sokach wyciekających ze zranionych drzew. Larwy są ksylofagami odżywiającymi się drewnem starych dębów.
Chrząszcz palearktyczny o chorotypie południowoeuropejskim. Wykazany został z Hiszpanii, Portugalii, Francji, Włoch, Sycylii, Malty, Słowenii, Węgier, Słowacji, Chorwacji, Bośni i Hercegowiny, Serbii, Grecji, Krety, Bułgarii, Rumunii, Ukrainy, Turcji, Kaukazu, Syrii, Libanu, Jordanii, Izraela i Iranu.
Z Turcji podawany z prowincji: Stambuł, Mersin, Adıyaman, Antalya, Izmir, Karaman, Kahramanmaraş, Konya i Osmaniye.

## Znaczenie gospodarcze
Larwy tego chrząszcza są ksylofagami dębów i mogą wyrządzać szkody w otwartych lasach pastwiskowych typu dehesa.